# Calappoidea
Calappoidea Milne Edwards, 1837 è una superfamiglia di crostacei decapodi.

## Tassonomia
Comprende le seguenti famiglie:
- Calappidae Milne Edwards, 1837
- Hepatidae Stimpson, 1871
- Matutidae De Haan, 1835